# Фиджи на летних Олимпийских играх 1968
Фиджи принимали участие в Летних Олимпийских играх 1968 года в Мехико (Мексика) в третий раз за свою историю, но не завоевали ни одной медали. Страну представлял один легкоатлет.

## Лёгкая атлетика
Спортсменов — 1
Мужчины
| Спортсмен   | Вид           | Квалификация | Квалификация | Финал     | Финал     |
| Спортсмен   | Вид           | Результат    | Место        | Результат | Место     |
| ----------- | ------------- | ------------ | ------------ | --------- | --------- |
| Вилиам Лига | Метание диска | 62,32        | 25           | Не прошёл | Не прошёл |